# Guilherme Alves
Guilherme de Cássio Alves (8 de mayo de 1974; Marília, São Paulo, Brasil), más conocido como Guilherme Alves o simplemente Guilherme. Es un exfutbolista y entrenador brasileño reconocido por su paso por Atlético Mineiro entre 1999 y 2003.
Culminó su actividad profesional muy joven a causa de problemas cardíacos y lesiones. En la actualidad se encuentra dirigiendo a Marília Atlético Clube.

## Trayectoria
Comenzó su carrera profesional en Marília en 1992, donde el despertó la atención de Telê Santana, técnico de São Paulo, club que luego lo contrataría.
En el primer año, fue campeón de la Supercopa Sudamericana, la Copa Libertadores y la Copa Intercontinental. Al año siguiente, que ayudó a la tricolor en dos conquistas más la Recopa Sudamericana y la Copa Conmebol.
En 1995 lo compró Rayo Vallecano, jugando durante 2 años y medio en el equipo madrileño, en su primera campaña en segunda división logra el ascenso de categoría, al año siguiente jugaría en primera marcando 10 goles, y logrando importantes victorias como un 1-2 contra el Real Madrid en el Bernabéu que supuso el cese de Jorge Valdano. Después de mantenerse en primera, al año siguiente el equipo desciende a segunda, a pesar de los 14 goles aportados por Guilherme, siendo esta su última temporada en Europa. 
Dejó un gran recuerdo en el equipo vallecano, marcando 38 goles en dos temporadas y media, 17 años después de dejar el Rayo reconocería el gran cariño que profesaba por el equipo:

Los años que pasé en el Rayo Vallecano fueron muy importantes para mi crecimiento personal y futbolístico. He jugado en equipos como el Botafogo, Vasco de Gama, São Paulo o Grêmio, pero hay dos que me han marcado y transmito a mi hijo, que son el Rayo Vallecano y el Atlético Mineiro. Son los dos equipos que tengo en mi corazón.
Guilherme de Cássio Alves

En 1997 regresó a Brasil para jugar en Gremio, donde permaneció hasta el final de la participación en la Copa Libertadores de 1998.
En el segundo semestre de 1998 se fue a Vasco da Gama, pero por haber actuado en Grêmio, no pudo ser inscrito por el club cruzmaltino para disputar el Campeonato Brasileño del mismo año. Sin embargo, en 1999, fue el máximo goleador del torneo paulista.
En 1999, se trasladó al Atlético Mineiro. Y fue allí, donde mostró su mejor momento en su carrera. Fue el goleador y llevó al equipo a la final del campeonato. El Atlético Mineiro terminaría subcampeón del torneo.
En 2002, se fue a préstamo al Corinthians. En el club paulista siguió mostrando un buen rendimiento con 13 goles en 19 partidos jugados. En su paso por Corinthians tuvo un hecho trágico el cual fue un accidente automovilístico que culminó con la vida de 2 personas.
Regresó al Atlético Mineiro y poco después dejó el país una vez más para defender al Al-Ittihad de Arabia Saudita, en la que permaneció durante una sola temporada.
En el año 2004, no demostró su mejor racha goleadora y luego sorpresivamente se iría al principal rival del club, el Cruzeiro. Sufrió variadas lesiones por lo que dejó el club azul y se fue al Botafogo en 2005.

## Selección nacional
Disputó seis partidos entre 2000 y 2001, marcando un gol frente a Perú.

## Clubes

### Como jugador
| Club             | País           | Año       |
| ---------------- | -------------- | --------- |
| Marília          | Brasil         | 1992      |
| São Paulo        | Brasil         | 1993-1994 |
| Rayo Vallecano   | España         | 1994-1997 |
| Grêmio           | Brasil         | 1997      |
| Vasco da Gama    | Brasil         | 1998-1999 |
| Atlético Mineiro | Brasil         | 1999-2002 |
| Corinthians      | Brasil         | 2002      |
| Atlético Mineiro | Brasil         | 2003      |
| Al-Ittihad       | Arabia Saudita | 2003      |
| Cruzeiro         | Brasil         | 2004      |
| Botafogo         | Brasil         | 2005      |

### Como entrenador
| Club          | País   | Año       |
| ------------- | ------ | --------- |
| Ipatinga      | Brasil | 2011      |
| Marília       | Brasil | 2012      |
| Novorizontino | Brasil | 2013-2016 |
| Vila Nova     | Brasil | 2016      |
| Linense       | Brasil | 2016-2017 |
| Portuguesa    | Brasil | 2018      |
| Paysandu      | Brasil | 2018      |
| Marília       | Brasil | 2020-2023 |
| Velo Clube    | Brasil | 2024      |
| Água Santa    | Brasil | 2024      |
| Velo Clube    | Brasil | 2025      |
| Amazonas      | Brasil | 2025-Act. |

## Palmarés

### Como jugador

#### Campeonatos nacionales
| Título                | Club             | País   | Año  |
| --------------------- | ---------------- | ------ | ---- |
| Campeonato Carioca    | Vasco da Gama    | Brasil | 1998 |
| Torneio Rio-São Paulo | Vasco da Gama    | Brasil | 1999 |
| Campeonato Mineiro    | Atlético Mineiro | Brasil | 2000 |
| Campeonato Mineiro    | Cruzeiro         | Brasil | 2004 |

### Campeonatos internacionales
| Título                 | Club      | País       | Año  |
| ---------------------- | --------- | ---------- | ---- |
| Copa Libertadores      | São Paulo | Santiago   | 1993 |
| Supercopa Sudamericana | São Paulo | São Paulo  | 1993 |
| Copa Intercontinental  | São Paulo | Tokio      | 1993 |
| Recopa Sudamericana    | São Paulo | Kōbe       | 1994 |
| Copa Conmebol          | São Paulo | Montevideo | 1994 |

### Como entrenador

#### Campeonatos nacionales
| Título                       | Club       | País   | Año  |
| ---------------------------- | ---------- | ------ | ---- |
| Campeonato Paulista Série A2 | Velo Clube | Brasil | 2024 |

### Distinciones individuales
| Distinción                        | Año  |
| --------------------------------- | ---- |
| Goleador del Campeonato Paulista  | 1999 |
| Goleador del Campeonato Brasileño | 1999 |
| Goleador de la Copa Sul Minas     | 2001 |
| Goleador del Campeonato Mineiro   | 2001 |